# Kostel svatého Štěpána Krále (Rudiny)
Kostel svatého Štěpána Krále je římskokatolický kostel v Žilině na Slovensku, postavený v pozdněrománském slohu. Jde o nejstarší architektonickou památku na území města a podle pověsti dal tento kostel postavit první uherský král sv. Štěpán na památku bitvy, kterou měl vybojovat s vojsky polského krále Boleslava Chrabrého někdy na počátku 11. století (uvádějí se roky 1018 i 1025). Původně sloužil kostel jako bohoslužebné místo pro několik okolních osad. Dnes je součástí žilinské městské části Dolní Rudiny. Kostel je ohrazen kamennou zdí se vstupní branou a kruhovou baštou z poloviny 16. století.

## Dějiny

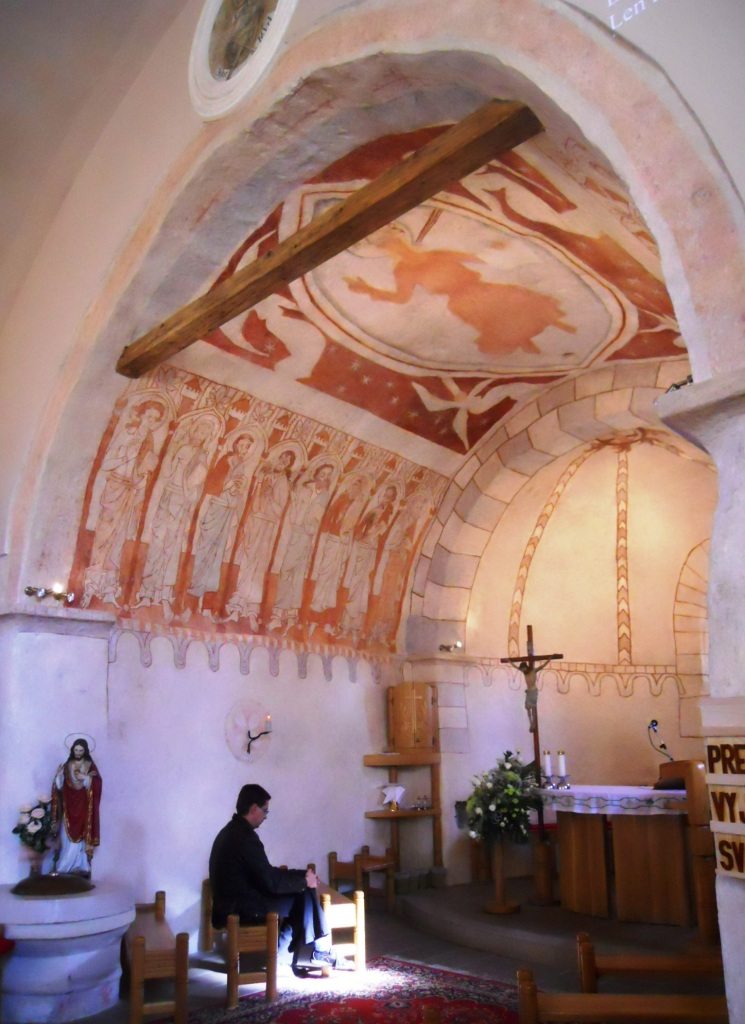
Fresky v kostele (kolem 1260)

Kostel se poprvé vzpomíná v roce 1429 v Žilinské knize. Podle archeologických výzkumů (v roce 1995 a 2000) byl kostel postaven počátkem 13. století a v jeho okolí se nacházelo šest nebo sedm středověkých osad, známých jako terra de Selinan.
V roce 1762 změnila vzhled kostela rozsáhlá barokní přestavba, která přemístila původní vstup z jižní strany na západní, strop byl nahrazen klenbami a malá románská okna byla zazděna a nahradila je velká, barokní.
Unikátní jsou také malby apoštolů v interiéru, datované přibližně do roku 1260, podobné těm, jaké můžeme najít v rukopisech ze 12. století. Mladší malby představují uherské krále, sv. Ladislava, sv. Imricha, sv. Štěpána a sv. Alžbětu. Při výzkumech bylo objeveno i 15 kostrových hrobů ze 17.–18. století.
V areálu kostela se nachází i Kaple Božího Těla z konce 14. a počátku 15. století, která sloužila jako kostnice. V jejím okolí a interiéru se našlo až 80 kostrových hrobů datovaných od 12. do konce 19. století (nejmladší mince je z roku 1899). V nich se našlo několik mincí, dva železné srpy, hlavice rychtářské hole a bronzový prsten s nápisem IOACIVE z přibližně 12.–13. století. Nápis může být zkratkou latinského Ioannes cives (občan Ján).
Kostelík i areál jsou v poměrně dobrém stavu. Jsou přístupné během bohoslužeb a kulturních akcí, nebo na objednávku. V noci je osvětlený.